# Desa Medani (administrativ by i Indonesien, lat -7,06, long 110,61)
Desa Medani är en administrativ by i Indonesien.   Den ligger i provinsen Jawa Tengah, i den västra delen av landet, 400 km öster om huvudstaden Jakarta.